# کالاما (شیلی)
کالاما (به اسپانیایی: Calama, Chile) یک شهر و زیستگاه انسانی در شیلی است که در ال لوآ واقع شده‌است.

## خصوصیات
کالاما ۱۵٬۵۹۶٫۹ کیلومترمربع مساحت و ۱۴۷٫۸۸۶ نفر جمعیت دارد و ۲٬۲۶۰ متر بالاتر از سطح دریا واقع شده‌است.

## خواهرخوانده
شهرهای لاپاز، Palpalá، سالتا، ایبارا، سان سالوادور ده خوخوئی، پوتوسی و کوردوبا، آرژانتین خواهرخوانده‌های کالاما (شیلی) هستند.